# Mainaui nyilatkozat
A mainaui nyilatkozat (Mainauer Kundgebung) egy nyílt kérelem volt az atomfegyverek használata ellen. A nyilatkozatot Otto Hahn és Max Born német tudósok közösen fogalmazták meg német nyelven, és egy 1955. július 15-én a németországi Lindauban, a Mainau szigeten tartott konferencián körözték. Felhívták a konferencia résztvevőit, hogy aláírásukkal támogassák a célt. Tizennyolc aláírás gyűlt össze a konferencián, de 12 hónapon belül az aláírók száma 52-re gyarapodott.

## A nyilatkozat

### Angol nyelven
„We, the undersigned, are scientists of different countries, different creeds, different political persuasions. Outwardly, we are bound together only by the Nobel Prize, which we have been favored to receive. With pleasure we have devoted our lives to the service of science. It is, we believe, a path to a happier life for people. We see with horror that this very science is giving mankind the means to destroy itself. By total military use of weapons feasible today, the earth can be contaminated with radioactivity to such an extent that whole peoples can be annihilated. Neutrals may die thus as well as belligerents. 
If war broke out among the great powers, who could guarantee that it would not develop into a deadly conflict? A nation that engages in a total war thus signals its own destruction and imperils the whole world.
We do not deny that perhaps peace is being preserved precisely by the fear of these weapons. Nevertheless, we think it is a delusion if governments believe that they can avoid war for a long time through the fear of these weapons. Fear and tension have often engendered wars. Similarly it seems to us a delusion to believe that small conflicts could in the future always be decided by traditional weapons. In extreme danger no nation will deny itself the use of any weapon that scientific technology can produce.
All nations must come to the decision to renounce force as a final resort. If they are not prepared to do this, they will cease to exist.”

### Magyar fordítás
„Mi alulírottak, akik különböző nemzetekhez tartozunk, különböző hitvallásokkal és politikai nézetekkel rendelkezünk, csak abban egyezünk, hogy valamennyien Nobel-díjat kaptunk. Életünket lelkesedéssel áldoztuk a tudomány szolgálatára. Meggyőződésünk az, hogy ez az emberiség életét boldogabbá teszi. Rettegéssel vettük észre, hogy maga a tudomány adott az emberiségnek egy olyan eszközt, amellyel képes magát elpusztítani. Napjaink harci eszközei összességének felhasználásával képesek lennénk a Földet annyira beszennyezni radioaktivitással, hogy a szennyezés egész népeket semmisíthessen meg, nemcsak az atomháborúban részt vevő feleket, de a semleges népeket egyaránt.
Hogyha a nagyhatalmak között háború törne ki, ki tudná garantálni, hogy az nem vezetne halálos konfliktushoz? Az a nemzet tehát, amely totális háborút kezdeményez, nemcsak saját halálos ítéletét írja alá, de az egész világot is veszélyezteti.
Nem vitatjuk annak lehetőségét, hogy talán éppen az ezektől a fegyverektől való rettegés hozhatja el a tartós békét. Mégis úgy gondoljuk, hogy a kormányok magukat vezetik félre, ha  azt hiszik, hosszú távon az ezen fegyverektől való félelem elkerülhetővé teszi a háborút. Félelem és feszültség sokszor okozott háborút. Hasonlóképpen, téves felfogás, hogy minden kisebb konfliktus eldönthető lesz hagyományos fegyverekkel. Kétségbeesett helyzetben bármely nemzet jogosnak érezheti, hogy a háborúban a tudományos technológia legfejlettebb fegyvereit használja.
A nemzeteknek együttesen kell úgy határozniuk, hogy elvetik az erőszak, mint végső eszköz használatát. Ha erre nem hajlandóak, akkor az saját pusztulásukhoz vezet.”

## Az első aláírók névsora
- Otto Hahn
- Max Born
- Jukava Hideki
- Adolf Butenandt
- Werner Heisenberg
- Arthur H. Compton
- Gerhard Domagk
- Hans K. von Euler-Chelpin
- Hevesy György
- Richard Kuhn
- Fritz Lipmann
- H.J. Muller
- Paul Hermann Müller
- Leopold Ruzicka
- Frederick Soddy
- William M. Stanley
- Hermann Staudinger